# Robert Guédiguian
Robert Guédiguian (Marseille, 3 december 1953) is een Frans filmregisseur, scenarist en filmproducent.

## Leven en werk

### Afkomst en opleiding
Robert Guédiguian is de zoon van een Duitse moeder en aan vaderskant de kleinzoon van Armeense inwijkelingen. Hij werd in 1953 geboren in L'Estaque (Marseille) waar zijn vader dokwerker was. Hij groeide op in een arbeiderswijk waar hij al vlug onder de indruk kwam van de dikwijls harde socio-economische realiteit van de havenstad. Hij ging sociologie studeren aan de Universiteit van Aix-Marseille in Aix-en-Provence waar hij in het geëngageerde milieu van de UNEF (L'Union nationale des étudiants de France) zijn toekomstige vrouw Ariane Ascaride ontmoette. Na het beëindigen van zijn studies trok hij met haar mee naar Parijs waar ze acteerlessen wou volgen. In 1979 werd hij door René Féret, bij wie Ascaride haar filmdebuut gemaakt had in La Communion solennelle (1977), uitgenodigd om mee te schrijven aan het scenario voor diens tragikomedie Fernand (1980).

### De eerste geëngageerde films
In 1980 debuteerde hij als regisseur met het drama Dernier Été dat de sociaal-economische neergang van L'Estaque als achtergrond had. Zijn volgende film, het drama Rouge Midi (1985), speelde zich, gesmeerd over vier generaties, af in het milieu van de grote kolonie Italiaanse migranten in L'Estaque. De tragikomedie  Ki lo sa ? (1985) en het drama Dieu vomit les tièdes (1991) waren twee odes aan de vriendschap. Zijn twee volgende films, de komedie L'argent fait le bonheur (1993) en de tragikomedie À la vie, à la mort! (1995) illustreerden het belang van de solidariteit. À la vie, à la mort! oogstte een eerste bescheiden commercieel succes. 

### Doorbraak met 'Marius en Jeannette'
De definitieve doorbraak naar het grote publiek toe kwam er in 1997 dankzij de tragikomedie Marius et Jeannette. Die prent schetste op een komisch-ontroerende manier de moeizame toenadering tussen Marius, een bewaker van een vervallen cementfabriek en Jeannette, een kassierster en alleenstaande moeder met twee kinderen. 

### Drie sombere films
In zijn volgende film, de tragikomedie met film noir-allures À la place du cœur (1998), ging het er minder luchtig aan toe. Guédiguian en coscenarist Jean-Louis Milesi vonden een zeldzame keer inspiratie in literair werk : de sociaal geëngageerde roman If Beale street could talk van James Baldwin gaf hun de nodige stof om een grimmige film over racisme te maken. Het sombere noodlotsdrama met de ironische titel La ville est tranquille (2000) had het onder meer over drugmisbruik, racisme en eenzaamheid in de desolate grootstad. In het relatiedrama Marie-Jo et ses deux amours (2002) toonde Guédiguian indringend de verscheurdheid van een wanhopige vrouw die maar niet kon kiezen tussen haar man en haar minnaar. Hij knoopte zo weer aan met het commercieel succes. 

### Enkele nieuwe bescheiden successen
Zijn succes werd bevestigd door Le Promeneur du Champ-de-Mars (2005). Deze film vormde een buitenbeentje in zijn oeuvre want het ging om een werk gemaakt op bestelling. Het belichtte de laatste levensdagen van François Mitterrand, waarvoor Michel Bouquet zeer overtuigend in de huid kroop van de Franse president. 
Het jaar daarop draaide hij het drama Le Voyage en Arménie (2006), een zeer persoonlijke film waarin hij via hoofdactrice Ariane Ascaride, die op zoek ging naar haar vader, terugkeerde naar zijn Armeense roots. Het politiedrama Lady Jane speelde zich opnieuw af in zijn geliefde Marseille. Het is een bittere kroniek waar wraak en dood hand in hand gingen met vriendschap en vroeger sociaal banditisme. Met het historische drama L'Armée du crime (2009) ruilde Guédiguian Marseille in voor Parijs waar de internationaal samengestelde weerstandsgroep rond Missak Manouchian, een communistisch militant van Armeense afkomst, nazi's en collaborateurs het vuur aan de schenen legde en ten slotte terechtgesteld werd. 
Voor het sociaal drama Les Neiges du Kilimandjaro (2011) putte hij opnieuw inspiratie in zijn kindertijd in L'Estaque. Jean-Pierre Darroussin vertolkte de sociaal bewogen en bedachtzame al wat oudere vakbondsman die door een loting moest bepalen welke twintig dokwerkers hun job zouden verliezen. Guédiguian behaalde er zijn tweede grootste commerciële succes tot op heden mee. In Au fil d'Ariane (2014) laten de gasten van Ariane het afweten op haar verjaardagsfeest, een eenzame Ariane stapt daarop in haar wagen ...

### De clan Guédiguian
Uit zijn manier van films maken blijkt een onvoorwaardelijke trouw : gedurende gans zijn carrière werkt hij nauw samen met dezelfde acteurs (zijn muze Ariane Ascaride, zijn vriend sinds de kindertijd Gérard Meylan, Jean-Pierre Darroussin, Jacques Boudet, Pascale Roberts ...), met coscenarist Jean-Louis Milesi en met een vaste technische ploeg. Zij vormen de clan Guédiguian die keer op keer warme sociale drama's aflevert. Op Le Promeneur du Champ-de-Mars na schrijft hij altijd mee aan het scenario van zijn films. Marseille, en meer bepaald L'Estaque, is zijn belangrijkste inspiratiebron en vormt dan ook het kader voor het merendeel van zijn films. Zijn werk is doordesemd van zijn sympathie en liefde voor het arbeidersmilieu waaruit hij afkomstig is, en getuigt steeds van een oprechte sociale betrokkenheid.

### Filmproducent
Guédiguian is een onafhankelijk producent die geassocieerd is binnenin het collectieve productiehuis Agat Films & Cie / Ex Nihilo  (waartoe ook René Féret behoort). De maatschappij produceert documentaires en langspeelfilms. Films van onder meer Lucas Belvaux, Paul Vecchiali, Claire Devers en Tonie Marshall zagen er het levenslicht.

## Filmografie
- 1980 - Dernier Été
- 1985 - Rouge Midi
- 1985 - Ki lo sa ?
- 1991 - Dieu vomit les tièdes
- 1993 - L'argent fait le bonheur
- 1995 - À la vie, à la mort!
- 1997 - Marius et Jeannette
- 1998 - À la place du cœur
- 2000 - À l'attaque!
- 2000 - La ville est tranquille
- 2002 - Marie-Jo et ses deux amours
- 2004 - Mon père est ingénieur
- 2005 - Le Promeneur du Champ-de-Mars
- 2006 - Le Voyage en Arménie
- 2008 - Lady Jane
- 2009 - L'Armée du crime
- 2011 - Les Neiges du Kilimandjaro
- 2014 - Au fil d'Ariane
- 2015 - Une histoire de fou
- 2017 - La Villa
- 2019 - Gloria Mundi
- 2021 - Twist à Bamako

## Prijzen
- 1981 - Dernier Été : Prix Georges-Sadoul
- 1997 - Marius et Jeannette : Prix Louis-Delluc
- 1998 - Marius et Jeannette : César voor Beste actrice voor Ariane Ascaride
- 1998 - À la place du cœur : Prijs van de Jury op het Internationaal filmfestival van San Sebastian
- 2001 - La ville est tranquille : Prijs Fipresci (Prijs van de critici) op de Europese Filmprijzen
- 2001 - La ville est tranquille : Prijs van de Jury op de Semana Internacional de Cine de Valladolid
- 2005 - Le Promeneur du Champ-de-Mars : César voor Beste acteur voor Michel Bouquet
- 2006 - Le Voyage en Arménie : Beste actrice op het Internationaal filmfestival van Rome voor Ariane Ascaride
- 2009 - L'armée du crime : Prijs van de Jury en Prijs voor het scenario op de Semana Internacional de Cine de Valladolid
- 2011 - Les neiges du Kilimandjaro : LUX-prijs van het Europees Parlement
- 2012 - Les neiges du Kilimandjaro : Swann d’or voor de Beste regisseur op het Festival du film de Cabourg
- 2012 - Les neiges du Kilimandjaro : Prix Lumières voor het Beste scenario